# پژواک (فیلم ۲۰۰۷)
پژواک (انگلیسی: Echo) فیلمی دانمارکی است که در سال ۲۰۰۷ منتشر شد.